# Notothenia angustata
Notothenia angustata är en fiskart som beskrevs av Hutton, 1875. Notothenia angustata ingår i släktet Notothenia och familjen Nototheniidae. Inga underarter finns listade i Catalogue of Life.